# Tango per a tres
Tango per a tres (títol original: Three to Tango) és una pel·lícula estatunidenco-australiana dirigida par Damon Santostefano, estrenada el 1999. Ha estat doblada al català.

## Argument
Oscar Novak i el seu soci Peter Steinberg han fundat un gabinet d'arquitectura a Chicago. Un jove llop del sector immobiliari, Charles Newman s'ha llançat a la rehabilitació d'un edifici emblemàtic. Oscar i Peter s'hi juguen tot en aquesta operació. Estan en competència amb un gran gabinet, Strauss & Decker. El dia de la presentació d'un avantprojecte a Charles Newman, després d'un malentès amb la seva secretària (provocat per Strauss & Decker), Charles Newman està persuadit que Oscar és un homosexual compromès mentre que en realitat és el seu soci Peter qui ho és.
Charles està casat amb la rica Olivia Newman però té una jove amant, Amy, que es consagra a les arts plàstiques. Amy és jove, bonica i oberta... coneix massa món als ulls del seu amant. Demana doncs a Oscar d'acompanyar Amy a una festa a la qual no pot anar amb la finalitat de vigilar-la (pensant no tenir res a témer, ja que és homosexual). Oscar no comprèn res però no pot rebutjar, tenint en compte el negoci en curs.
A la tarda, Oscar cau sota l'encant d'Amy. Aquesta, a poc a poc, fa de Oscar el seu confident i troba finalment un home qui la comprèn. Ella mateixa, creient que és homosexual, es deixa anar a confessions en el seu bany davant ell… Oscar comprèn finalment per què Charles li ha confiat aquesta missió. Explica tot al seu soci Peter que li demana de continuar la comèdia per a la subsistència de la seva empresa. Ara bé l'atenció dels mitjans de comunicació sobre la rehabilitació de l'edifici és forta. Oscar es entrevistat i es presenta com un homosexual reivindicatiu. Surt a  primera pàgina del periòdic sota el títol « Orgullós de ser gai ». Tothom al voltant d'ell s'assabenta de la notícia pel periòdic. L'afer va tan lluny que Oscar és nomenat « Empresari gai de l'any » en uns importants premis.
Sentint que la cosa se li escapa i que la comèdia cap a Amy ha durat prou, fa la seva « Sortida de l'armari » al revés durant el lliurament de premis… amb gran estupefacció de l'assemblea i d'Amy. Aquesta li dona una bufetada davant de les càmeres per haver mentit. Finalment, es reconcilien trobant-se al lloc de la seva primera tarda. Charles és obligat per la seva dona, que ha descobert la seva infidelitat i les seves estratagemes, a donar el negoci a l'empresa de Oscar.

## Repartiment
- Matthew Perry: Oscar Novak
- Neve Campbell: Amy Lloc
- Dylan McDermott: Charles Newman
- Oliver Platt: Peter Steinberg

## Crítica
- "Encara que hi ha escenes amb evident gràcia, el conjunt es veu desmanegat per la insistència de Hollywood pel cotó dolç i els finals almivarats"[3]

- "Simpàtica"[4]